# Rejon drohobycki
Rejon drohobycki (ukr. Дрогобицький район) – jednostka administracyjna Ukrainy, w składzie obwodu lwowskiego. Głównym miastem jest Drohobycz.
Rejon został utworzony 17 lipca 2020 w związku z reformą podziału administracyjnego Ukrainy na rejony.

## Podział administracyjny rejonu
Rejon drohobycki od 2020 roku dzieli się na terytorialne hromady:
- Hromada Borysław (Бориславська громада)
- Hromada Drohobycz (Дрогобицька громада)
- Hromada Medenice (Меденицька громада)
- Hromada Schodnica (Східницька громада)
- Hromada Truskawiec (Трускавецька громада)